# Bulbophyllum umbellatum
Bulbophyllum umbellatum (tên tiếng Anh là Umbrella Bulbophyllum) là một loài phong lan.

## Hình ảnh

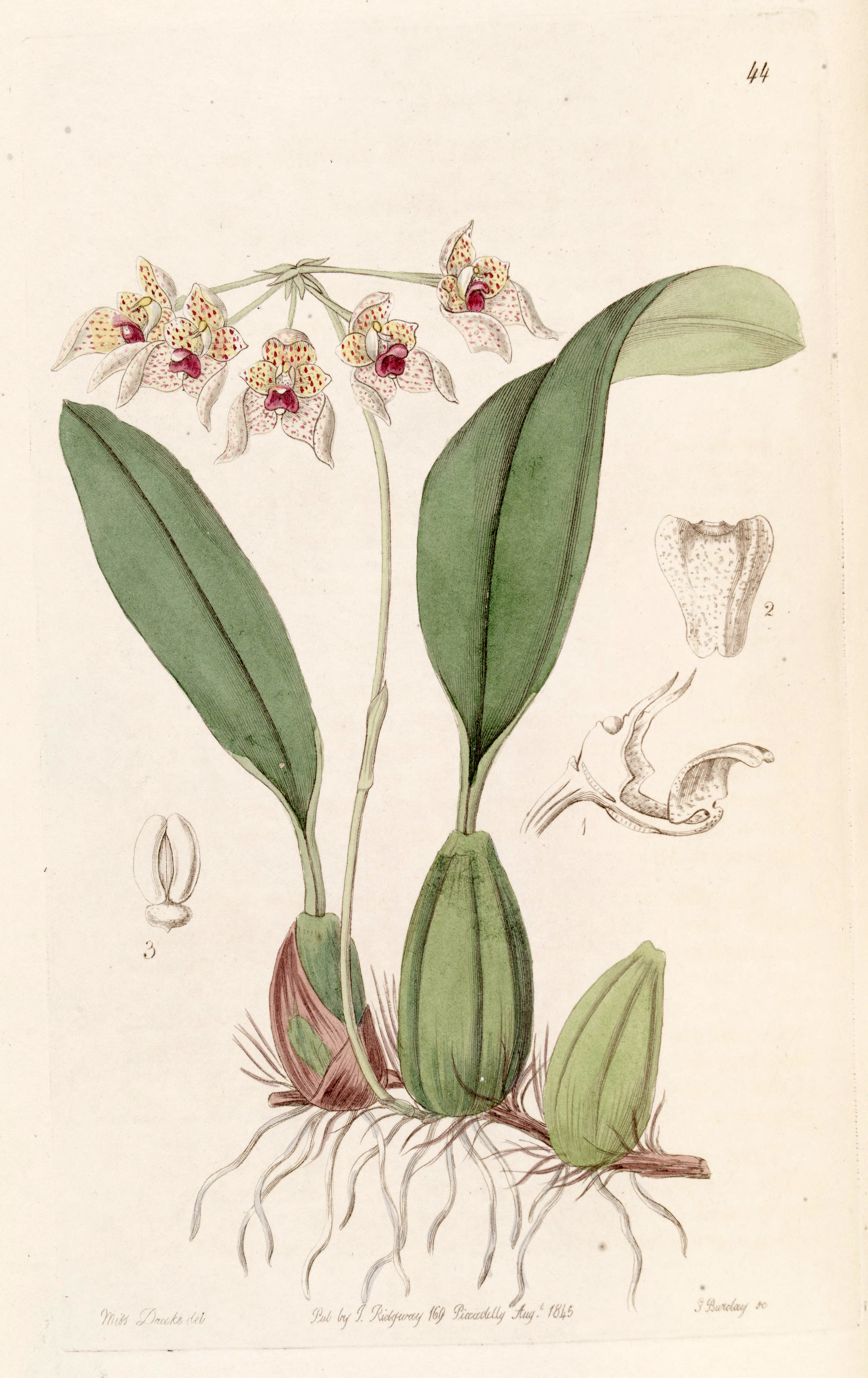
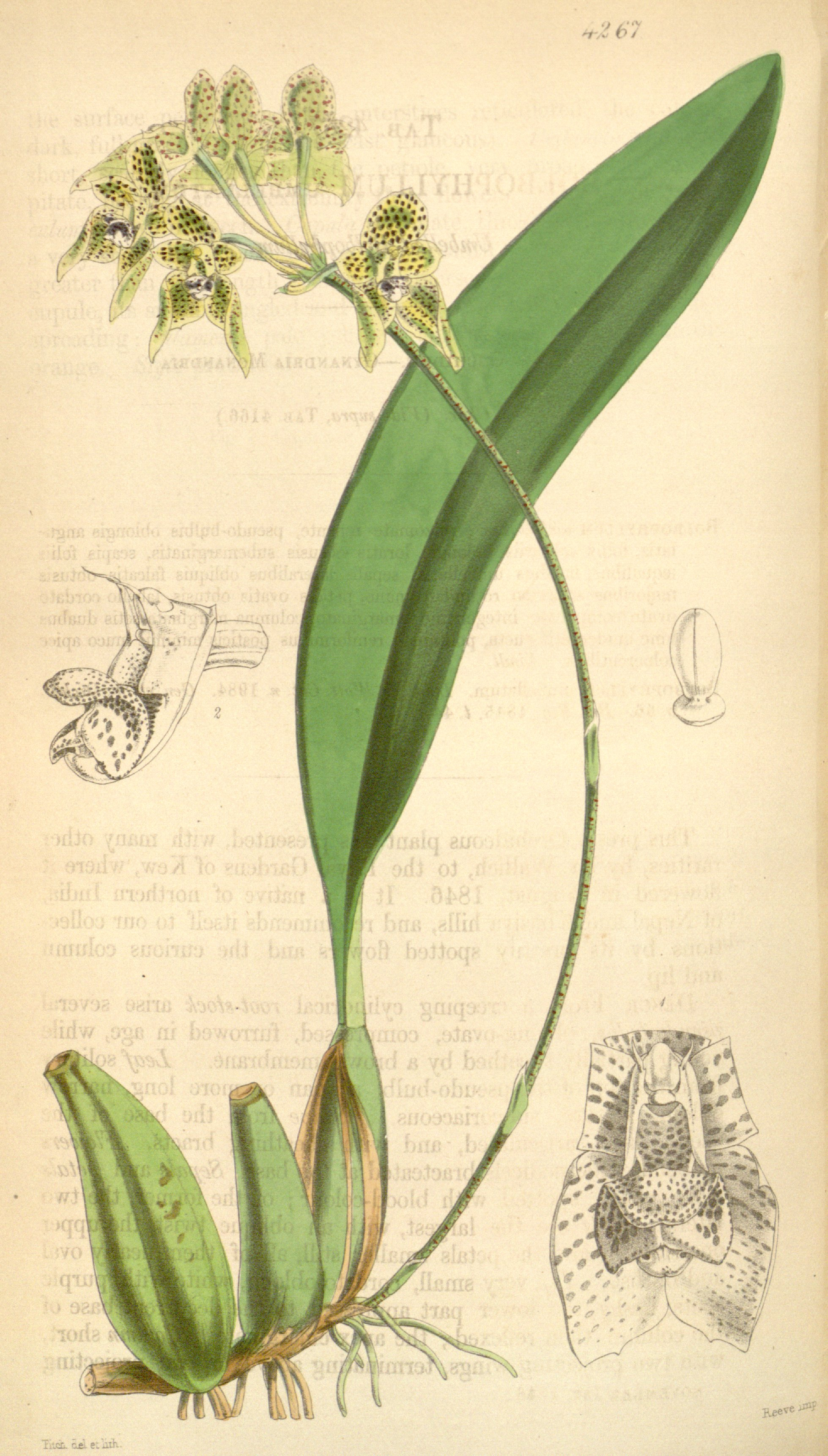